# Идзуми, Хироси
Хиро́си Идзу́ми (яп. 泉 浩, 22 июня 1982, Ома) — японский дзюдоист средней весовой категории, выступал за сборную Японии на всём протяжении 2000-х годов. Серебряный призёр летних Олимпийских игр в Афинах, чемпион мира, чемпион Азиатских игр, чемпион Азии, чемпион восточноазиатского чемпионата, чемпион летней Универсиады в Тэгу, победитель многих турниров национального и международного значения. Также в период 2009—2011 годов выступал в боях по смешанным правилам, был претендентом на титул чемпиона Dream в полутяжёлом весе.

## Биография
Хироси Идзуми родился 22 июня 1982 года в посёлке Ома префектуры Аомори. Рос в рыбацкой семье, его отец, несмотря на преклонный возраст, до сих пор занимается промыслом голубого тунца на полуострове Симокита.

### Дзюдо
Будучи студентом, в 2003 году Идзуми выступил на Универсиаде в Тэгу, где занял в среднем весе первое место. Благодаря череде удачных выступлений удостоился права защищать честь страны на летних Олимпийских играх 2004 года в Афинах — на пути к финалу победил всех соперников, в том числе сильного белоруса Сергея Кухаренко, однако в решающем поединке потерпел поражение от грузина Зураба Звиадаури и вынужден был довольствоваться серебряной олимпийской медалью. Кроме того, в этом сезоне побывал на чемпионате Азии в Алма-Ате, откуда привёз награду бронзового достоинства, выигранную в средней весовой категории — в полуфинале проиграл представителю Узбекистана Вячеславу Перетейко.
После афинской Олимпиады Идзуми остался в основном составе дзюдоистской команды Японии и продолжил принимать участие в крупнейших международных турнирах. Так, в 2005 году он выступил на чемпионате мира в Каире, где победил всех оппонентов в среднем весе и завоевал тем самым золотую медаль. Год спустя в своём весовом дивизионе был лучшим на Азиатских играх в Дохе, ещё через год взял золото на Восточноазиатском чемпионате по дзюдо в Шэньчжэне.
В 2008 году Хироси Идзуми выиграл чемпионат Азии в Чеджу и, будучи одним из лидеров японской национальной сборной, благополучно прошёл квалификацию на Олимпийские игры в Пекине, где, тем не менее, попасть в число призёров не смог, уже во втором своём поединке проиграл белорусу Андрею Казусёнку и занял итоговое семнадцатое место. Вскоре по окончании этих соревнований принял решение завершить карьеру дзюдоиста, уступив место в сборной молодым японским борцам.

### Смешанные единоборства
В сентябре 2009 года Идзуми дебютировал в смешанных единоборствах, подписав контракт с японской организацией World Victory Road. В первом поединке по правилам ММА встретился с кикбоксером из Новой Зеландии Анцем Нансеном, он, используя свои ударные навыки сильно избил японца, который на удивление болельщиков не стал применять технику дзюдо и был втянут в обмен ударами. Таким образом, в первом же поединке он потерпел поражение, техническим нокаутом в первом раунде.
Во втором поединке Идзуми единогласным решением судей победил профессионального реслера Кацуёри Сибату, нанёс ему множество точных ударов, уверенно контролировал ситуацию в партере, особенно во второй половине последнего раунда. Бой был особенно примечателен тем фактом, что отец Идзуми пообещал забрать сына из ММА обратно в дзюдо, если тот снова проиграет.
В трёх последующих поединках, состоявшихся в 2010 году, Хироси Идзуми вновь был лучшим, в том числе взял верх над ветераном организации Pride Икухисой Миновой, и это главное достижение в его бойцовской карьере. В 2011 году удостоился права оспорить титул чемпиона Dream в полутяжёлой весовой категории, однако проиграл техническим нокаутом действующему чемпиону голландцу Гегарду Мусаси. С тех пор больше не принимал участия в боях по смешанным правилам.